# 大川市立大川中学校
大川市立大川中学校（おおかわしりつおおかわちゅうがっこう）は、福岡県大川市酒見にあった公立中学校。
大川市役所から約1kmの地点に位置していた（徒歩で約13分）。
2020年（令和2年）3月末をもって閉校し、大川市立大川南中学校との統合により、大川市立大川小学校敷地内に大川市立大川桐英中学校が新設された。

## 概要
歴史
1947年（昭和22年）の学制改革により、新制中学校として発足。現校名になったのは1954年（昭和29年）。2020年（令和2年）3月末をもって閉校し、73年の歴史に幕を下ろした。校舎等は2023年（令和5年）までに解体され、跡地は整地の上、更地となっている。
校訓
「自律・自学・自主」
校章
中央には校名の「大」と「川」の文字を図案化したものを円状にして組み合わせ、「中」の文字を囲んだ形となっている。
校歌
作詞は八波則吉、作曲は森脇憲三による。
通学区域
- 大川市立大川小学校区
- 大川市立宮前小学校区

## 沿革
- 1947年（昭和22年）4月1日 - 学制改革が行われる（六・三制の実施）。
  - 大川国民学校の初等科は、新制小学校「大川町立大川小学校」に改組・改称。
  - 大川国民学校の高等科は、青年学校の普通科とともに、新制中学校「大川町立大川中学校」に改組・改称。当初、大川小学校の教室を借用。
- 1949年（昭和24年）- 中学校の独立校舎が完成し、移転を完了。加えて、大川町立大川小学校に「第一分校」、福岡県立大川高等学校に「第二分校」を設置。
- 1950年（昭和25年）- 独立校舎の増築が完了し、全学年を収容。上記の分校を廃止。
- 1951年（昭和26年）11月 - 第三期工事（技術室など）が完了。
- 1953年（昭和28年）
  - 2月 - 第四期工事（理科室など）が完了。
  - 8月 - 運動場の整地を完了。
- 1954年
  - 4月1日 -市町村合併による市制施行で大川市が発足。これにより、「大川市立大川中学校」に改称。
  - 10月 - 講堂兼体育館が完成。
- 1956年（昭和31年）- 西側の校門に続く道路が完成。
- 1957年（昭和32年）
  - 2月 - 家庭科教室が完成。
  - 10月 - プールが完成。
- 1958年（昭和33年）5月 - 正門に続く道路が完成。
- 1960年（昭和35年）12月 - 福岡県道徳教育研究発表会の会場校となる。
- 1962年（昭和37年）4月 - 4教室を増築。
- 1963年（昭和38年）4月 - 特殊学級を新設。
- 1964年（昭和39年）2月 - 創立15周年記念事業で独立図書館（後の卓球場）が完成。
- 1971年（昭和46年）4月 - 鉄筋コンクリート造2階建ての新校舎が完成。
- 2015年（平成27年）11月 - プール南側の相撲場を解体。
- 2020年（令和2年）
  - 3月24日 - 大川市役所で中学校4校合同の閉校式を挙行。
  - 3月31日 - 閉校。

## 委員会
- 代表委員会
- 保健体育給食委員会
- 生活安全委員会
- 環境委員会
- 図書委員会

## 部活動
運動部
- サッカー部
- バスケットボール部（男・女）
- 卓球部（男）
- バレーボール部（女）
- バドミントン部（男・女）
- テニス部（女）

文化部
- 吹奏楽部
- 芸術部

## 著名人
- 古賀正紘 - サッカー選手
- 古賀誠史 - サッカー選手

## 交通
最寄りの鉄道駅
- 西鉄「蒲池駅」。車で約13分。(5.5km)

## 周辺
- 風浪宮
- セブンイレブン大川郷原店
- 大川市立宮前小学校
- 大川市役所本庁舎
- 高木病院
- ゆめタウン大川
- 福岡県立大川樟風高等学校
- 大川国際医療福祉大学

## 参考資料
- 「大川市誌」（1977年（昭和52年）12月21日発行, 大川市）p.1279～ 教育・文化